# Speiermann, Weigel & Co.

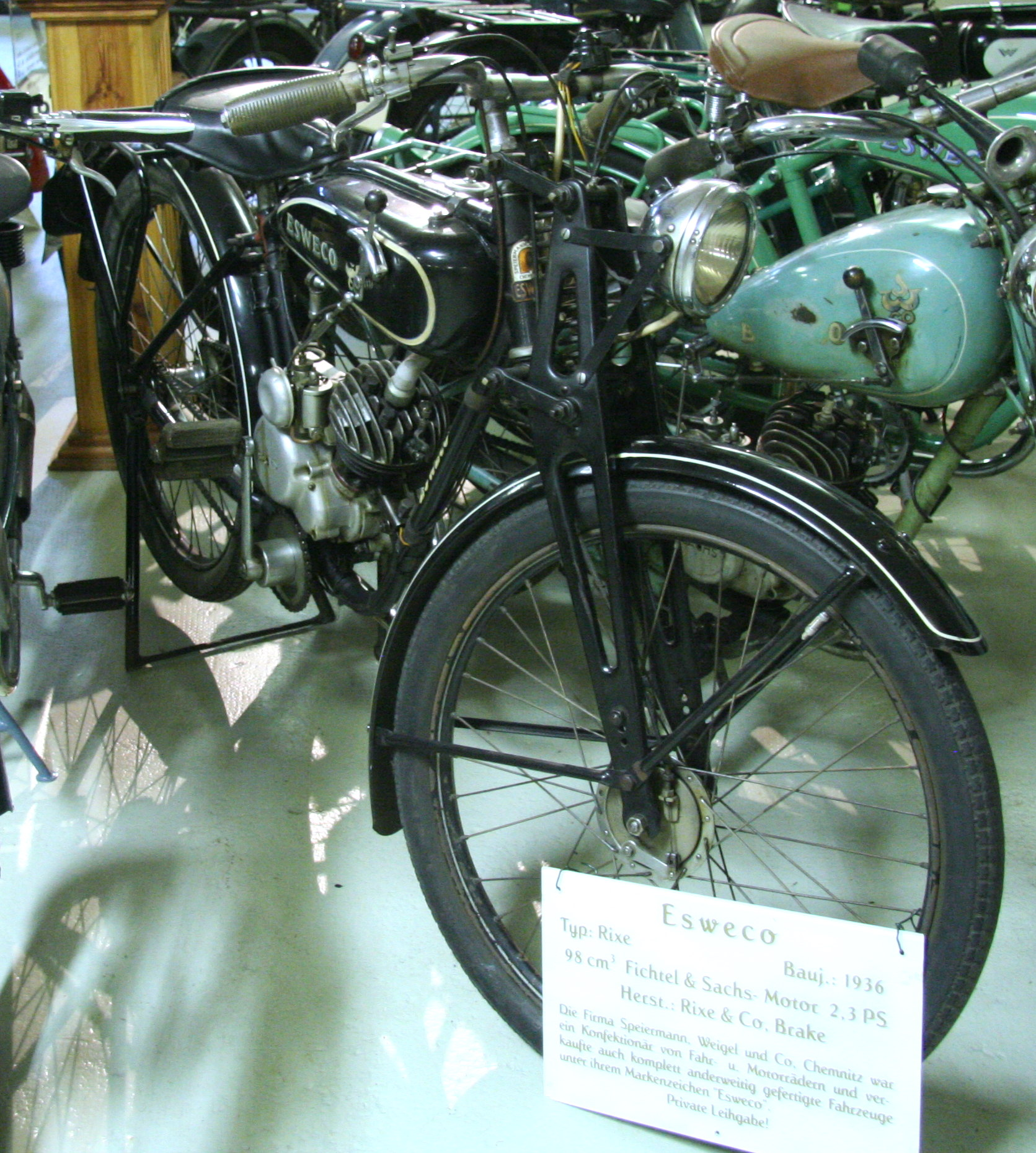
Ausstellungsstück im Museum für sächsische Fahrzeuge in Chemnitz

Speiermann, Weigel & Co. war ein Fahrradhersteller sowie Großhändler für Fahrräder und Motorräder und entsprechendes Zubehör und Ersatzteile in Chemnitz.

## Geschichte
Das Unternehmen wurde 1910 als Großhandel von Fahrrädern, Nähmaschinen und Ersatzteilen in Chemnitz als „Speiermann & Weigel“ gegründet. Später wurde sie in „Speiermann, Weigel & Co.“ umbenannt.
1924 wurde die Marke Esweco als Warenzeichen angemeldet, unter dem eine breite Produktpalette einschließlich Fahrrädern, Motorrädern, Batterien sowie Ersatzteilen vertrieben wurde.
Weiterhin wurden Fahrräder aus zugekauften Teilen zusammengebaut und unter verschiedenen Markennamen wie Esweco, Escona und Esco vertrieben.
1950 wurde die Firma aus dem Handelsregister gelöscht.